# Rostrinucula
Rostrinucula  é um gênero botânico da família Lamiaceae

## Espécies
- Rostrinucula dependens
- Rostrinucula sinensis

## Nome e referências
Rostrinucula Kudo, 1929